# Kladno u Hlinska
Kladno   ist eine Gemeinde in Tschechien. Sie liegt sechs Kilometer nordöstlich von Hlinsko und gehört zum Okres Chrudim.

## Geographie

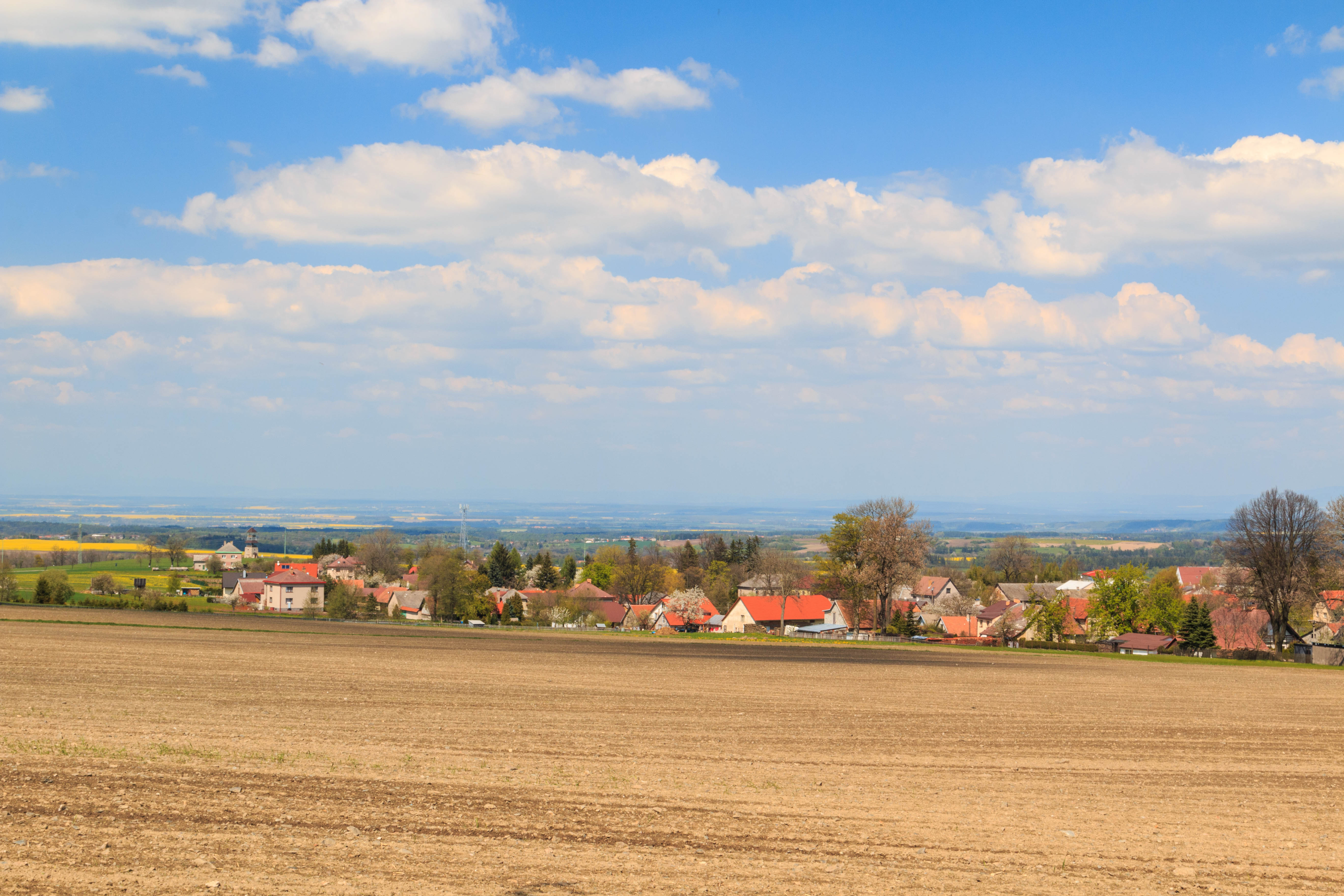
Ortsansicht

Kladno befindet sich nördlich der Saarer Berge in der Quellmulde des Baches Dolský potok (Grundbach). Westlich erhebt sich die Čertovina (652 m). Am nördlichen Ortsausgang verläuft die Staatsstraße I/34 zwischen Hlinsko und Polička, die zugleich die Nordgrenze des Landschaftsschutzgebietes Žďárské vrchy bildet. Zwei Kilometer nördlich verläuft die Eisenbahnstrecke  Havlíčkův Brod–Pardubice, in Vojtěchov liegt die gleichnamige Bahnstation.
Nachbarorte sind Vojtěchov und Pokřikov im Norden, Hesiny und Otradov im Nordosten, Oldřiš und Krouna im Osten, Humperky im Südosten, Dědová im Süden, Jeníkov und Blatno im Südwesten, Pláňavy, Hlinsko und Medkovy Kopce im Westen sowie Holetín im Nordwesten.

## Geschichte
Die erste schriftliche Erwähnung des zur Herrschaft Richenburg gehörigen Dorfes Kladne erfolgte 1392. Kladno ist ein Hufendorf, das im Tal des Grundbaches angelegt wurde. Seit 1485 war der Ort Sitz eines Richters.
Nach der Aufhebung der Patrimonialherrschaften bildete Kladno ab 1850 eine Gemeinde im politischen Bezirk Chrudim. Zu dieser Zeit bestand der Ort aus 80 Häusern und hatte etwa 350 Einwohner. 1888 entstand die Dorfschule. Die Wasserkraft des Dolský potok wurde von einer Mahlmühle und einer Brettmühle genützt. Neben der Landwirtschaft ernährte auch die Hausweberei die Bewohner. 1949 wurde die Gemeinde dem Okres Hlinsko zugeordnet und seit 1961 gehört sie wieder zum Okres Chrudim.

## Gemeindegliederung
Für die Gemeinde Kladno sind keine Ortsteile ausgewiesen.

## Sehenswürdigkeiten
- Steinbrücke über den Vojtěchovský potok, technisches Denkmal